# FTPFS
FTPFS ist ein virtuelles Dateisystem für Linux, welches auf dem File Transfer Protocol (FTP) basiert.
FTPFS wurde ursprünglich als eigenständiges Linux-Kernel-Modul entwickelt, später aber in die LUFS-Suite integriert. LUFS wurde von FUSE abgelöst, wo es mit Stand April 2007 als curlftpfs, basierend auf der universellen HTTP- und FTP-Bibliothek libcurl weiterentwickelt wird.
In aktuellen Linux-Distributionen wie Debian (ab Version 4.0 Etch), Fedora, openSUSE (in Version 10.3) oder Gentoo Linux ist curlftpfs bereits enthalten.

## Einschränkungen
FTP unterstützt keinen wahlfreien Zugriff auf Dateien. Das bisher letzte Release von CurlFtpFs (0.9.1) hält eine zu schreibende Datei daher solange im Speicher, bis sie geschlossen wird. Erst beim Schließen wird sie dann komplett übertragen. Bei großen Dateien kann das dazu führen, dass der verfügbare Arbeitsspeicher des Clients nicht mehr ausreicht.